# CAS 제도

카리브 네덜란드의 위치

CAS 제도(네덜란드어: CAS-eilanden)는 네덜란드 왕국의 네덜란드가 아닌 구성국들이다.
2010년 10월 10일 네덜란드의 자치령이자 네덜란드 왕국의 구성국이었던 (구) 네덜란드령 안틸레스가 해체되고 해외 영토로 분리된 퀴라소, 신트마르턴을 제외한 세 섬(보네르섬, 사바섬, 신트외스타티위스섬)이 네덜란드로 편입되어, 아루바, 퀴라소, 신트마르턴 세 섬을 CAS 제도(네덜란드어: CAS-eilanden)라고 부르게 되었다

## 같이 보기
- 유럽 네덜란드
- 카리브 네덜란드
- 네덜란드 왕국